# Minimal-Medium
Das Minimal-Medium – auch M-Medium oder MM – ist ein Nährmedium, das in Laboratorien meist zur Untersuchung der Wechselwirkungen zwischen Pflanzen und mykorrhizierenden Pilzen eingesetzt wird. Es wurde von G. Becard und J.A. Fortin zur Analyse der genauen Abläufe nach beginnender Mykorrhizierung einer Karottenwurzel mit der Pilzart Glomus entwickelt. Es wird auch allgemein in Gewebekultur-Experimenten eingesetzt, in denen nährstoffarme Medien erforderlich sind.
In der Mikrobiologie werden Minimalmedien allgemein verwendet, um herauszufinden, welche Nährstoffansprüche ein Mikroorganismus beim Wachstum hat.
Die meisten Nährmedien, wie das häufig verwendete MS-Medium, bieten zwar ausreichend Nährstoffe für ein gesundes und schnelles Wachstum der Pflanzen, doch die hohe Konzentration an Saccharose, Phosphat und weiteren Inhaltsstoffen verhindern eine Keimung der Pilzsporen. Eine duale Kultur aus Pflanze und Pilz sowie die Untersuchung derer Wechselbeziehungen ist somit nicht möglich. Becard und Fortin haben deswegen für ihre Experimente ein Nährmedium entwickelt, welches gerade noch genügend Nährstoffe liefert, um die Pflanzen oder Pflanzenorgane am Leben zu erhalten, während die Pilzsporen noch auskeimen und eine mykorrhizierende Verbindung mit dem Wirt eingehen können.

## Inhaltsstoffe

### Makronährstoffe
- Magnesiumsulfat (MgSO4 · 7H2O) 731 mg/l
- Kaliumnitrat (KNO3) 80 mg/l
- Kaliumchlorid (KCl) 65 mg/l
- Kaliumdihydrogenphosphat (KH2PO4) 4,8 mg/l
- Calciumnitrat (Ca(NO3)2 · 4H2O) 288 mg/l

### Mikronährstoffe
- NaFeEDTA 8 mg/l
- Kaliumiodid (KI) 0,75 mg/l
- Manganchlorid (MnCl2 · 4H2O) 6 mg/l
- Zinksulfat (ZnSO4 · 7H2O) 2,65 mg/l
- Borsäure (H3Bo3) 1,5 mg/l
- Kupfersulfat (CuSO4 · 5H2O) 0,13 mg/l
- Natriummolybdat (Na2MoO4 · 2H2O) 0,0024 mg/l

### Organische Additive
- Glycin 3 mg/l
- Thiamin 0,1 mg/l
- Pyridoxin 0,1 mg/l
- Nicotinsäure 0,5 mg/l
- Inosit 50 mg/l
- Agar 10.000 mg/l
- Saccharose 10.000 mg/l

Optimaler pH-Wert: 5,5